# Hidalgo (bang)
Hidalgo là một trong 31 bang, cùng với Quận liên bang, là 32 thực thể Liên bang của México. Bang này được chia thành 84 hạt, thủ phủ là thành phố Pachuca de Soto.
Hidalgo nằm ở phía đông Mexico. Bang này tiếp giáp San Luis Potosí và Veracruz về phía bắc, Puebla về phía đông, Tlaxcala và Mexico về phía nam và Querétaro về phía tây.

## Liên kết
- (tiếng Tây Ban Nha) Hidalgo State Government Lưu trữ ngày 7 tháng 11 năm 2012 tại Wayback Machine
- (tiếng Tây Ban Nha) Lengua, cultura e historia de los otomíes – Language, culture, and history of the Otomi Lưu trữ ngày 26 tháng 2 năm 2011 tại Wayback Machine
- Codices otomi – Otomi codexes in French, English & Spanish